# Ireland Tournament 1975
Das Benson & Hegdes Ireland Tournament 1975 war ein Snooker-Einladungsturnier im Rahmen der Saison 1974/75, das am 24. Mai 1975 im National Stadium in der irischen Hauptstadt Dublin als Exhibiton zwischen John Spencer und Alex Higgins ausgetragen wurde. Spencer gewann die Partie mit 9:8 und spielte zugleich mit einem 121er-Break das höchste Break des Turnieres. Das Ireland Tournament 1975 war die Erstausgabe des später als Irish Masters bekannt gewordenen Turnieres.

## Preisgeld
Promoter und Sponsor des Turnieres war die Zigarettenmarke Benson & Hedges. John Spencer als Sieger bekam 400 Pfund Sterling.

## Die Partie
Benson & Hedges lud für eine Exhibition am 24. Mai 1975 den zweifachen Weltmeister John Spencer und Publikumsliebling Alex Higgins ins National Stadium, das auch als National Boxing Arena bekannt war, ein. Die Partie wurde nur am 24. Mai 1975 ausgetragen und ging über 17 Frames. Nachdem anfänglich Alex Higgins das Spielgeschehen bestimmte, konnte Spencer nach einigen Frames das Ruder herumreißen. Zwar konnte Higgins noch kontern, doch beim Stande von 6:7 gewann Spencer drei Frames in Folge. Dass Higgins den letzten Frame der Partie für sich entscheiden konnte, änderte nichts mehr an Spencers Sieg. Spencer spielte im Laufe der Partie ein 121er-Break und ein 109er-Break, als zwei Century Breaks. Higgins gelangen keine Century Breaks.
| Finale: Best of 17 (de facto, de jure 17 Frames ohne Best-of-Modus) Frames National Stadium, Dublin, Irland, 24. Mai 1975                    |                |              |
| John Spencer | 9:8            | Alex Higgins |
| 30:59, 86:31, 46:72, 65:45, 123:6 (109), 21:95, 87:48, 64:68, 67:34, 15:72, 46-:56, 8:90 (63), 97:28, 121:14 (121), 92:44 (52), 86:11, 46:54 |                |              |
| 121 | Höchstes Break | 63           |
| 2 | Century-Breaks | –            |
| 3 | 50+-Breaks     | 1            |